# Euceros faciens
Euceros faciens är en stekelart som beskrevs av Davis 1897. Euceros faciens ingår i släktet Euceros och familjen brokparasitsteklar. Inga underarter finns listade i Catalogue of Life.